# 145 TCN
Năm 145 TCN là một năm trong lịch Julius. 